# 木村光範
木村 光範（きむら みつのり、1975年3月2日- ）は、日本の実業家。株式会社トランス・ニュー・テクノロジー代表取締役。

## 略歴
開成高等学校卒業、電気通信大学大学院経営システム工学専攻修了。専門は品質管理。大学院在学中の1997年、トランス・ニュー・テクノロジー取締役就任。2002年トランス・ニュー・テクノロジー代表取締役就任。
| スタブアイコン | サブスタブ | この項目は、まだ閲覧者の調べものの参照としては役立たない、人物に関連した書きかけの項目です。この項目を加筆・訂正などしてくださる協力者を求めています（P:人物伝/PJ:人物伝）。 |